# Sh2-87
Sh2-87 est une nébuleuse en émission visible dans la constellation du Petit Renard.
Elle est située dans la partie centrale de la constellation, à environ 3° nord-est de la célèbre nébuleuse de l'haltère (M27). Elle apparaît comme un nuage très faible et difficile à observer, même à l'aide de filtres. Elle peut être photographiée en utilisant une longue exposition. Se trouvant dans l'hémisphère nord céleste, son observation est facilitée dans les régions de l'hémisphère nord. La période propice à son observation dans le ciel du soir se situe entre juin et novembre.
Sh2-87 est l'une des régions HII physiquement liées à l'association Vulpecula OB1, une association OB située dans le tronçon initial du bras d'Orion à environ 2 200 pc (∼7 180 al) du système solaire. Les phénomènes de formation d'étoiles sont actifs dans le nuage, comme en témoigne la présence de diverses sources de rayonnement infrarouge, dont certaines sont également répertoriées par l'IRAS. Parmi celles-ci, la source IRAS 19442+2427 se démarque, coïncidant avec un maser à eau faible provenant d'une jeune étoile peut-être dans une phase intermédiaire de sa formation. Le maser semble être divisé en deux composants spatialement distincts et semble avoir diminué en intensité en quelques années. En plus de cela, deux autres masers sont connus, dont l'un est OH et l'autre est le méthanol.
Sh2-87 forme, avec le NGC 6820 voisin, les bords d'une sorte de "bulle" centrée sur le noyau de Vulpecula OB1. À l'intérieur de cette bulle se trouvent des structures colonnaires de gaz, semblables en apparence aux célèbres Piliers de la création visibles à l'intérieur de la Nébuleuse de l'Aigle (M16). La formation de ces structures, en général, est très probablement due à la forte action désintégrante et érosive du rayonnement et du vent stellaire des étoiles massives situées à proximité de zones nébuleuses assez denses, qui consomment progressivement des cocons nébuleux plus denses formant derrière eux de longs cheveux. Les "sommets" de ces nuages, qui restent en contact direct avec le rayonnement des étoiles proches, se compriment jusqu'à s'effondrer en plusieurs points, générant ainsi des protoétoiles. Des exemples de nuages compacts se trouvent également dans les soi-disant globules cométaires visibles autour de la nébuleuse de Gum.